# Sądkowo (Frombork)
Sądkowo (deutsch Sankau) mit Stary Dwór (deutsch Althof) war ein ehemaliges Gutsdorf mit Vorwerk in der polnischen Woiwodschaft Ermland-Masuren. Die Ortsstelle liegt im Gebiet der Stadt-und-Land-Gemeinde Frombork (Frauenburg) im Powiat Braniewski (Kreis Braunsberg).

## Geographische Lage
Die Ortsstelle von Sądkowo liegt mit der von Stary Dwór am Flüsschen Baude (polnisch Bauda) – das wenige Kilometer später in das Frische Haff (polnisch Zalew Wiślany) mündet – im Nordwesten der Woiwodschaft Ermland-Masuren. Bis zur Kreisstadt Braniewo (Braunsberg) sind es sieben Kilometer in nordöstlicher Richtung.

## Geschichte

### Sądkowo (Sankau)
Das Gutsdorf Sankau kam 1874 zum neu errichteten Amtsbezirk Sonnenberg (polnisch Bogdany) im ostpreußischen Kreis Braunsberg, Regierungsbezirk Königsberg. Zusammen mit dem Vorwerk Althof zählte es im Jahre 1910 insgesamt 34 Einwohner.
Kurz bevor der Amtsbezirk Sonnenberg in „Amtsbezirk Betkendorf“ (polnisch Biedkowo) umbenannt wurde, verlor Sankau am 30. September 1928 seine Eigenständigkeit, als es in die Stadtgemeinde Frauenburg (Frombork) umgegliedert wurde.
In Kriegsfolge kam Sankau 1945 mit dem gesamten südlichen Ostpreußen zu Polen. Das Dorf erhielt die polnische Namensform „Sądkowo“, fand aber in der Nachkriegszeit kaum noch Erwähnung. Heute gilt es als untergegangen. Die Ortsstelle liegt in der Gmina Frombork im Powiat Braniewski, von 1975 bis 1998 der Woiwodschaft Elbląg, seither der Woiwodschaft Ermland-Masuren zugehörig.

### Stary Dwór (Althof)
Althof war ein mittlerer Hof und bis 1928 als Vorwerk ein Wohnplatz im Gutsbezirk Sankau im ostpreußischen Kreis Braunsberg. Als Sankau 1928 nach Frauenburg eingemeindet wurde kam auch Althof zu eben dieser Stadt.
Nach 1945 erhielt Althof die polnische Bezeichnung „Stary Dwór“, gewann aber wie Sądkowo nicht an Bedeutung und gilt heute auch als untergegangen in der Stadt-und-Landgemeinde Gmina Frombork.

## Religion
Sankau und Althof gehörten bis 1945 zur römisch-katholischen Pfarrei in Frauenburg im damaligen Bistum Ermland. Außerdem waren beide in die evangelische Kirche Frauenburg in der Kirchenprovinz Ostpreußen der Kirche der Altpreußischen Union eingegliedert.

## Verkehr
Die Ortsstellen von Sankau und Althof sind heute nicht mehr erkennbar. Sie sind über Landwege von der Woiwodschaftsstraße 504 (ehemalige deutsche Reichsstraße 1) aus zu erreichen.
Bis 1945 war Sankau Bahnstation an der von Elbing über Frauenburg nach Braunsberg führenden Haffuferbahn, die heute stillgelegt ist.